# Ligia cajennensis
Ligia cajennensis là một loài chân đều trong họ Ligiidae. Loài này được Koch miêu tả khoa học năm 1847.